# Olschas Klimin
Olschas Baglanowitsch Klimin (russisch Олжас Багланович Климин; englisch Olzhas Klimin; * 30. August 1996) ist ein kasachischer Skilangläufer.

## Werdegang
Klimin startete im November 2013 in Werschina Tjoi erstmals im Skilanglauf-Eastern-Europe-Cup und belegte dabei den 69. Platz über 10 km klassisch. Seine besten Resultate bei den Nordischen Junioren-Skiweltmeisterschaften 2014 im Fleimstal waren der siebte Platz mit der Staffel und der vierte Rang im Skiathlon. Im folgenden Jahr kam er bei den Nordischen Junioren-Skiweltmeisterschaften 2015 in Almaty auf den 31. Platz im Sprint, auf den 12. Rang mit der Staffel und auf den 11. Platz über 10 km Freistil. Seine besten Platzierungen bei den Nordischen Junioren-Skiweltmeisterschaften 2016 in Rasnov waren der 27. Platz über 10 km klassisch und der zehnte Rang mit der Staffel. Zu Beginn der Saison 2016/17 debütierte er bei der Minitour in Lillehammer im Skilanglauf-Weltcup und belegte dabei den 70. Platz. Im Januar 2017 gewann er bei der Winter-Universiade 2017 in Almaty die Silbermedaille mit der Staffel und die Goldmedaille zusammen mit Anna Schewtschenko im Mixed Teamsprint. Bei den Nordischen Skiweltmeisterschaften 2017 in Lahti errang er den 59. Platz im 50-km-Massenstartrennen, den 37. Platz im Skiathlon und den neunten Platz mit der Staffel. Seine besten Resultate bei den Nordischen Skiweltmeisterschaften 2019 in Seefeld in Tirol waren der 51. Platz im Sprint und der siebte Rang mit der Staffel. Im März 2019 holte er bei der Winter-Universiade in Krasnojarsk mit der Staffel die Silbermedaille und wurde in Schtschutschinsk kasachischer Meister über 10 km Freistil. Seine besten Ergebnisse bei den Nordischen Skiweltmeisterschaften 2021 in Oberstdorf waren der 60. Platz im Sprint und der 12. Rang mit der Staffel.

## Siege bei Continental-Cup-Rennen
| Nr. | Datum             | Ort              | Disziplin                      | Serie              |
| --- | ----------------- | ---------------- | ------------------------------ | ------------------ |
| 1.  | 23. Dezember 2023 | Schtschutschinsk | 20 km Freistil Massenstart     | Eastern-Europe-Cup |
| 2.  | 22. März 2024     | Schtschutschinsk | 10 km Skiathlon                | Eastern-Europe-Cup |
| 4.  | 24. März 2024     | Schtschutschinsk | 10 km Freistil Individualstart | Eastern-Europe-Cup |